# Kerkafalva, Zala
Kerkafalva  este un sat în districtul Lent, județul Zala, Ungaria, având o populație de 109 locuitori (2011). 

## Demografie
Componența etnică a satului Kerkafalva
     Maghiari (95,41%)
     Germani (4,59%)
Componența confesională a satului Kerkafalva
     Reformați (36,7%)
     Romano-catolici (32,11%)
     Luterani (3,67%)
     Fără religie (3,67%)
     Necunoscută (23,85%)
Conform recensământului din 2011, satul Kerkafalva avea 109 locuitori. Din punct de vedere etnic, majoritatea locuitorilor (95,41%) erau maghiari, cu o minoritate de germani (4,59%). Nu există o religie majoritară, locuitorii fiind reformați (36,7%), romano-catolici (32,11%), persoane fără religie (3,67%) și luterani (3,67%). Pentru 23,85% din locuitori nu este cunoscută apartenența confesională.